# 1-й Очаковский переулок
Пе́рвый Оча́ковский переу́лок (до 25 декабря 1961 года — Комсомо́льская у́лица, до 1960 года — Комсомо́льская у́лица посёлка Очаково) — переулок в Западном административном округе города Москвы на территории района Очаково-Матвеевское.

## История
Переулок находится на территории бывшего посёлка Очаково, где он назывался Комсомо́льская у́лица. В 1960 году посёлок Очаково вошёл в состав Москвы, улица вначале сохраняла своё название, а 25 декабря 1961 года для устранения одноимённости была переименована и получила современное название.

## Расположение
1-й Очаковский переулок проходит от Озёрной улицы на северо-запад до улицы Наташи Ковшовой, пересекая Большую Очаковскую улицу. Нумерация домов начинается от Озёрной улицы.

## Транспорт
- Станция Очаково.
- Станции метро «Озёрная», «Мичуринский проспект» (радиальная) и «Мичуринский проспект» (кольцевая).
- По переулку городской общественный транспорт не проходит. От станции метро «Озёрная», далее автобусы 120, 329, с17 до остановки «1-й Очаковский переулок».

## Галерея
- Пересечение Большой Очаковской и 1-го Очаковского переулка.
- Вид от перекрёстка в сторону Озёрной улицы.
- Дом 9 по Большой Очаковской.